# Proboscidea fragrans
Proboscidea fragrans ist eine Pflanzenart aus der Gattung Proboscidea in der Familie der Gemsenhorngewächse (Martyniaceae). Sie entstammt der neuen Welt.

## Beschreibung

### Habitus
Proboscidea fragrans lebt als einjährige Pflanze, die einer kräftigen Rübenwurzel entspringt. Der Stängel wächst niederliegend.

### Vegetative Merkmale
Die meist gegenständigen Blätter sitzen an bis 30 cm langen Stielen. Die Lamina ist breit-eiförmig bis nierenförmig, Die Blattspitze ist abgerundet bis stumpf, die Blattbasis ist herzförmig bis stumpf und teils ungleich. Die gewellten Blattränder sind glatt bis fünflappig und gebuchtet und wellig. Die Blätter und Stängel sind haarig-klebrig.

### Generative Merkmale
Die sehr lang gestielten Blütenstände sind vielblütig und überragen das Laub. Es sind Tragblätter vorhanden. Die Blüten duften, es erscheinen 30–40 pro Blütenstand. Die Blütenstiele werden jeweils 1,8–4,0 cm lang. Die Vorblätter sind verkehrt-lanzettlich bis verkehrt-eiförmig, der Calyx wird 14–20 mm lang, die Kelchblätter sind mehrheitlich freistehend. Die Corolla wird bis 4 cm lang, sie ist blass bis kräftig kastanienrot, mit gelben, orangen oder magentafarbenen Flecken im Schlund. Sie weist gelbe, abaxiale Nektardrüsen mit dunkelvioletten Flecken auf jedem adaxialen Loben auf. Die Blütenstiele sind haarig, die Corolla und die Kelchblätter sind außen haarig. Die Blütezeit reich von Mai bis November. Die Früchte sind geschnäbelt mit abfallendem Meso-, Exocarp, das holzige Endokarp, die Kapsel, ist dunkelbraun oder dunkelgrau, länglich-ellipsoid, leicht zusammengedrückt und einseitig mit einem Kamm. Der „Körper“ der Kapsel ist bis zu 8 cm lang. Die Hörner oder Haken werden bis zu 18 cm lang. Die Samen sind dunkelgrau bis schwarz, 7–9 mm lang, 4–6 mm breit und rhomboid bis eiförmig.
Die Chromosomenzahl beträgt 2n = 30.

## Verbreitung
Proboscidea fragrans stammt aus den Südstaaten der USA, besonders Texas und New Mexico, auch in Mexiko kommt sie vor. In Australien wurde sie eingebürgert.

## Systematik
Proboscidea fragrans wurde lange Zeit als Unterart von Proboscidea louisianica angesehen. Neuere, phylogenetische Untersuchungen identifizieren sie jedoch als eigenständige Art. Rein äußerlich unterscheidet sich Prob. fragrans von Prob. louisianica durch die deutlich dunkleren Blüten und durch die unterschiedlichen Blattränder.
- Proboscidea fragrans ((Lindl.) Decne.); Toritos, Cuernito, Cuernitos de Buey; Syn. Proboscidea louisianica subsp. fragrans (Lindl.) Bretting, Martynia fragrans (Lindl.), Martynia violacea (Engelm.), Proboscidea violacea (Engelm.).[1]